# Ceratostylis piepersii
Ceratostylis piepersii är en orkidéart som beskrevs av Johannes Jacobus Smith. Ceratostylis piepersii ingår i släktet Ceratostylis och familjen orkidéer. Inga underarter finns listade i Catalogue of Life.